# Cethromycin
Cethromycin ist ein Glycosid und Antibiotikum aus der Gruppe der Ketolide. Ketolide zählen zu der 3. Generation von Markolid-Antibiotika, die sich von Erythromycin ableiten. Es inhibiert die Proteinbiosynthese von Bakterien.

## Geschichte
Ketolide wie Cethromycin wurden entwickelt, um Resistenzen bei Staphylococcus aureus zu überwinden. Im Gegensatz anderer Ketolide trägt Cethromycin eine Seitenkette an der C6-Position. Im Vergleich zum Vorgänger Telithromycin soll es eine höhere Wirksamkeit entfalten.
Cethromycin wurde in klinischen Prüfungen gegen Gram-positive und Gram-negative Pathogene getestet, zunächst durch das Pharmaunternehmen Abbott, dann wurde es an Advanced Life Sciences lizenziert. In einer Phase-III-Studie wurde es gegen schwerwiegende Infektionen des Respirationstraktes eingesetzt, zeigte aber keine ausreichende Wirkung. Zur Behandlung von einfacher ambulant erworbener Lungenentzündung wurde die Zulassung nicht erteilt. Abbott, aber auch andere Firmen wie MSD, Johnson & Johnson oder Pfizer, haben die weitere Forschung bei Ketoliden mittlerweile beendet.
Seit 2016 versucht ein Hersteller, die Substanz gegen Malaria zu entwickeln; zuletzt 2023 erhielt er dafür ein Patent. Studien an Menschen mit Malaria gibt es bisher nicht.

## Pharmakologie
Cethromycin hemmt die bakterielle Proteinbiosynthese durch Bindung an die 50S Untereinheit der Ribosomen. Es interferiert mit der 23S-rRNA dieser Untereinheit durch Bindung an Domäne II und V. Zusätzlich wird die Bildung der 30S- und 50S-Untereinheit gehemmt.